# Mondial (Construcciones Mecánicas Españolas)
Mondial fou una marca italiana de motocicletes (propietat de l'empresa bolonyesa Mondial Moto) que durant uns anys, de 1956 a 1962, foren també fabricades a Catalunya sota llicència per l'empresa Construcciones Mecánicas Españolas, S.A. Durant aquest període, les Mondial es fabricaren primer al número 345 del carrer Rosselló de Barcelona, traslladant-se'n la producció al carrer Floridablanca de Mataró, Maresme, l'any 1959.
Sovint, les Mondial catalanes apareixen escrites en publicacions de l'època (i també en les actuals) en la forma Mòndial, probablement pel fet que el logotip de la marca italiana duia un caràcter semblant a un accent obert sobra la ema, el qual es desplaçà vers la "o" de "Mondial" en la versió catalana.